# Foxfire (film, 1996)
Foxfire är en amerikansk film från 1996 i regi av Annette-Haywood Carter med Peter Facinelli och Angelina Jolie i rollerna. Filmen bygger på romanen Foxfire – en tjejligas bekännelser av Joyce Carol Oates.

## Handling
Maddy är en fotointresserad ung tjej, i hennes klass går den blyga och rädda Rita som alltid blir trakasserad av deras biologilärare, Mr Buttinger; Goldie som missbrukar narkotika och Violet som anses vara lättfotad. En dag dyker den mystiska Legs upp från ingenstans. Hon talar om för tjejerna att de borde stå upp för sig själva och varandra. Det hela slutar med att de gemensamt misshandlar Mr Buttinger, de blir alla relegerade, men finner en vänskap i varandra. 

## Rollista
- Hedy Burress - Maddy Wirtz
- Angelina Jolie - Legs Sadovsky
- Jenny Lewis - Rita Faldes
- Jenny Shimizu - Goldie Goldman
- Sarah Rosenberg - Violet Kahn
- John Diehl - Mr. Buttinger